# 諸喜田澤蟹
諸喜田澤蟹（学名：Geothelphusa shokitai）为溪蟹科泽蟹属的瀕危物種，生長於釣魚臺列嶼。

## 外部連結
- 維基物種上的相關：諸喜田澤蟹